# Descanso en la huida a Egipto (Cranach)
Descanso en la huida a Egipto (en alemán, Ruhe auf der Flucht) es una pintura de Lucas Cranach el Viejo. Data del año 1504. Está realizado al óleo sobre tabla y mide 70,7 cm de largo por 53 cm de ancho. Se conserva en la Gemäldegalerie de Berlín.
Esta obra refleja un tema bastante popular, que es el descanso de la Sagrada Familia en su huida a Egipto para escapar de la persecución de Herodes. Suele servir para reflejar un paisaje. En este caso el artista, en lugar del desierto propio de la historia bíblica, refleja el paisaje que le era más conocido, el de los Prealpes del sur de Alemania. Y lo hace de esa manera un poco dramática e idealizada propia de la escuela danubiana.
Se considera que es uno de los momentos cumbre de la vida artística de Cranach. Está compuesto con la Sagrada Familia dispuesta en forma de triángulo, ligeramente descentradas a la derecha. Detrás, los árboles marcan líneas verticales.